# Historia de la Compañía de Jesús en la Asistencia de España
Historia de la Compañía de Jesús en la asistencia de España es una obra sobre la historia de la Compañía de Jesús en los reinos de España desde sus orígenes hasta su expulsión, escrita por el historiador y sacerdote jesuita Antonio Astrain.

## Historia
El padre Antonio Astrain, jesuita, comenzó a trabajar en la obra hacia 1893.
El primero de los siete tomos que componen la obra fue publicado en 1902 y el séptimo en 1925. La editorial encargada de su publicación fue Razón y Fe, ligada íntimamente a la Compañía de Jesús. 

## Descripción
La obra se divide en siete tomos, que cubren distintas etapas de la Compañía hasta 1773 ordenadas por generalato:
- Tomo I: San Ignacio de Loyola (1540-1556). Tomo digitalizado (1912, segunda edición).
- Tomo II: Laínez-Borja (1556-1572). Tomo digitalizado (1914, segunda edición).
- Tomo III: Mercurian-Aquaviva (1572-1615) (Primera parte). Tomo digitalizado (1909).
- Tomo IV: Mercurian-Aquaviva (1572-1615) (Segunda parte). Tomo digitalizado (1913).
- Tomo V: Vitelleschi-Carafa-Piccolomini (1615-1652). Tomo digitalizado (1916).
- Tomo VI: Nickel, Oliva, Novelle, González (1652-1705). Tomo digitalizado (1920).
- Tomo VII: Tamburini, Retz, Visconti, Centurione (1705-1758). Tomo digitalizado (1925).